# Kevin Macdonald
Kevin Arriata Macdonald (n. Glasgow; 28 de octubre de 1966) es un director de cine británico.

## Trayectoria
Macdonald nació en Glasgow (Escocia) el 28 de octubre de 1967. Es nieto del director de cine Emeric Pressburger.
En 1991 realizó un pequeño papel en la película Zandalee, dirigida por Sam Pillsbury.
Comenzó su carrera como director con una biografía de su abuelo titulada The Life and Death of a Screenwriter, que más tarde se convertiría en el documental Making of an Englishman (1995).
Fue galardonado con un Óscar al mejor documental corto por One Day in September, documental acerca del asesinato de atletas israelíes en los Juegos Olímpicos de Múnich 1972.
De 2001 a 2002 participó en la famosa serie Invasor Zim, dando la voz al "más alto púrpura".
En 2003 filmó la cinta Touching the Void, acerca de dos montañistas en los Andes.
En 2006 la película El último rey de Escocia obtuvo varios galardones en los Premios BAFTA y los Óscar.

## Vida personal
Está casado desde 1999 con Tatiana Lund, con quien tiene tres hijos.

## Filmografía
- The Making of an Englishman (1995)
- Chaplin’s Goliath (1996)
- The Moving World of George Rickey (1997)
- One Day in September (1999)
- Humphrey Jennings (2000)
- A Brief History of Errol Morris (2000)
- Being Mick (2001)
- Tocando el vacío (2004)
- El último rey de Escocia (2006)
- State of Play (2009)
- Life in a Day (La vida en un día) (2011)
- La legión del águila (2011)
- Kevin y el planeta de los simios (2011)
- Marley (2012)
- How I Live Now (Mi vida ahora) (2013)
- Black Sea (2014)
- 11.22.63 (2015) (miniserie de televisión)
- Whitney (2018)
- Life in a Day 2020 (2021)
- The Mauritanian (2021)

## Premios y distinciones
Premios Óscar
| Año  | Categoría              | Película             | Resultado |
| ---- | ---------------------- | -------------------- | --------- |
| 2000 | Mejor largo documental | Un día en septiembre | Ganador   |